# Parvoscincus lawtoni
Parvoscincus lawtoni là một loài thằn lằn trong họ Scincidae. Loài này được Brown & Alcala mô tả khoa học đầu tiên năm 1980.